# Rojew
Rojew – wieś w Polsce położona w województwie wielkopolskim, w powiecie krotoszyńskim, w gminie Kobylin.
W okresie Wielkiego Księstwa Poznańskiego (1815–1848) miejscowość wzmiankowana jako Rojewo należała do wsi większych w ówczesnym pruskim powiecie Krotoszyn w rejencji poznańskiej. Rojewo należało do okręgu kobylińskiego tego powiatu i stanowiło część majątku Kuklinów, którego właścicielem był wówczas Józef Chełkowski. Według spisu urzędowego z 1837 roku wieś liczyła 111 mieszkańców, którzy zamieszkiwali 11 dymów (domostw).
W latach 1975–1998 miejscowość administracyjnie należała do województwa leszczyńskiego.